# Hattenhofen (Baden-Württemberg)
Hattenhofen è un comune tedesco di 3 004 abitanti, situato nel land del Baden-Württemberg.